# Dreptul la viață
Dreptul la viață este cel mai important drept al omului și este protejat prin lege aproape în toată lumea. Acest drept este unul esențial, înscris în Declarația Universală a Drepturilor Omului și în  Constituție (Legea fundamentală a statului ).
Pentru asigurarea dreptului la viață, statului îi revin obligații precum: crearea unui mediu ambiant sigur, a condițiilor de ocrotire a sănătății și de securitate a vieții.
Totodată, statul, prin instituțiile sale - poliția, procuratura, judecătoria, serviciile medicale și de asistență socială, de ocrotire a drepturilor copiilor - zădărnicește acțiunile ce pun în pericol viața omului. Aceasta înseamnă că, într-un stat democratic, oricine nu respectă dreptul  altuia este tras la răspundere în fața legii.